# ФК Ержебет Спартакус МТК ЛЕ

ФК Ержебет Спартакус МТК ЛЕ (мађ. Erzsébeti Spartacus Munkás Testgyakorlók Köre Labdarúgó Egyesület), је мађарски фудбалски клуб . Седиште клуба је у Пештержебету, Будимпешта, Мађарска. Боје клуба су бела и црвена. 

## Историјат клуба
ФК Ержебет Спартакус МТК ЛЕ је основан 1909. године. Клуб је дебитовао у првој мађарској лиги у сезони 1945. и крај сезоне је дочекао као седми.

## Достигнућа
- Прва лига Мађарске у фудбалу:
  - 7. место (1) :(1945)
  - 12. место (1) :(1945/46)
  - 14. место (1) :(1947/48)

- Друга лига Мађарске у фудбалу:
  - шампион (1) :1946/47.

- Трећа лига Мађарске у фудбалу:
  - шампион (1) : 1931/32, 1952 , 1957. пролеће, 1957/58 , 1958/59, 1978/79, 1990/91, 2000, 2000/01, 2006/07,

## Промена имена
- 1909–1924: Ержебетфалваи мункаш тештедзе кер
- 1910: Спојио се са Мункаш тештедзе еђешилет и Ержебетфалваи ремењ ШК (Munkás Testedző Egyesület (MTE) и Erzsébetfalvai Remény SC)
- 1913: Спојио се са Ержебетфалваи ФК
- 1924: Ержебетфалва је постала део града Пештержебет (Erzsébetfalva као Pesterzsébet)
- 1924–1939: Ержебети мункаш тештедзе кер
- 1939: Спојио се са Драше Грубач
- 1939–1944: Пештержебети МТК
- 1944–1945: Пештсентержебети Кошут мункаш ШЕ (Pestszenterzsébeti Kossuth Munkás SE)
- 1945: Пештсентержебети МТК
- 1945–1949: Ержебети МТК
- 1949–1956: Пештсентержебети вашаш ШК (Pesterzsébeti Vasas SK)
- 1952: Спојио се са Ференцвароши вашаш (Ferencvárosi Vasas)
- 1956–1958: Ержебети мункаш ТК
- 1958–1970: Ержебети ВТК (Erzsébeti VTK)
- 1970–1973: Ержебети мункаш ТК
- 1973: Спојио се са Ержебети Спартакус (Erzsébeti Spartacus)
- 1973–1991: Ержебети Спартакус мункаш ТК
- 1991–1992: ЕШМТК Бауинвест (ESMTK-Bauinvest)
- 1992–1995: ЕШМТК Хунгапласт (ESMTK-Hungaplast)
- 1995–?: Ержебети Спартакус мункаш ТК
- ?-?: Ержебети Спартакус мункаш ТК Хунгаро Касино (Erzsébeti Spartacus Munkás TK – Hungaro Casing)
- 2007–данас: Ержебети Спартакус мункаш тешђакорлок кере лабдаруго еђешулет (Erzsébeti Spartacus Munkás Testgyakorlók Köre Labdarúgó Egyesület)